# Nowy cmentarz żydowski w Radomyślu Wielkim
Nowy cmentarz żydowski w Radomyślu Wielkim – kirkut mieści się w Radomyślu Wielkim, na peryferiach miasta przy drodze do Dąbrówki Wisłockiej, na terenie zwanym Kąty. Został założony w 1850. Cmentarz uległ dewastacji przez Niemców w 1942. Hitlerowcy użyli macewy do budowy dróg (m.in. drogi do Rudy) i słupów granicznych. Zachowało się około 50 macew. Najstarszy pochodzi z 1817. Cmentarz ma powierzchnię 1,3 ha. Na terenie cmentarza znajduje się pomnik ofiar Holocaustu – odsłonięty w 1987 roku. Upamiętnia on 1300 Żydów z Radomyśla zabitych przez Niemców. Na cmentarzu znajduje się również zbiorowa mogiła 500 Żydów zabitych w tym miejscu przez Niemców w lipcu 1942. 
Po wojnie na cmentarzu dokonano co najmniej dwóch pochówków.